# Орёл, Владимир Михайлович
Влади́мир Миха́йлович Орёл (1931—2014) — советский и российский общественный деятель и учёный, доктор экономических наук, советник РАН. Директор Института истории естествознания и техники РАН (1994—2004). Долгое время являлся главным редактором журнала «Вопросы истории естествознания и техники» и председателем Российского национального комитета по истории науки и техники. Участвовал в работе научно-методического Совета Государственного политехнического музея и был членом правления Международного фонда Н. Д. Кондратьева.

## Биография
Родился 10 ноября 1931 года в Попасной (Сталинская область, Украинская ССР; ныне в Луганской области) в семье Михаила Ивановича (1908—1976) и Анастасии Николаевны (1908—1991). Кроме Владимира в семье было ещё две сестры.
Во время Великой Отечественной войны, в 1941—1944 годах, семья находилась в эвакуации в Башкирии. После возвращения в Попасную Владимир продолжил обучение в школе и 10 классов закончил в 1950 году. В этом же году поступил в Харьковский автомобильно-дорожный институт (ХАДИ, ныне Харьковский национальный автомобильно-дорожный университет), который окончил в 1955 году по специальности «автомобильные дороги», получив квалификацию «инженер путей сообщения». Молодого специалиста распределили в родной вуз на кафедру дорожно-строительных материалов, где он работал сначала старшим лаборантом, а с октября 1956 года — ассистентом.
Был избран секретарём комитета комсомола ХАДИ. В январе 1957 года он становится первым секретарём Киевского (г. Харьков) районного комитета ЛКСМ Украины, и в этом же году избран депутатом Совета народных депутатов этого района. С 1956 года активно участвовал в освоении целины. Был делегатом слёта комсомольцев и молодёжи, отличившихся в работе по освоению целинных и залежных земель, и Пленума ЦК Ленинского комсомола по случаю вручения ВЛКСМ ордена Ленина в Кремле. В 1958 году как командир Харьковского городского студенческого отряда Владимир Орёл работал инспектором Северо-Казахстанского обкома ВЛКСМ «в борьбе с потерями зерна урожая 1958 г. с представлением прав контроля и принятия необходимых мер». 29 ноября 1958 года постановлением секретариата ЦК ВЛКСМ он был переведён на должность инструктора отдела по работе среди студенческой молодёжи в Москве. Здесь прожил всю оставшуюся жизнь.
В ноябре 1961 года был переведён на должность заместителя заведующего отделом. Летом 1963 года ЦК ВЛКСМ командировал его в Алжир для передачи опыта организации и работы целинных студенческих отрядов, который был использован в этой стране при создании бригад добровольного труда. Затем вместе с группой советских студентов работал в Болгарии на объекте «Пирдон-Розино». В 1965 году издательство «Молодая гвардия» выпустило книгу «Планета Целина», в которой подводился пятилетний опыт работы целинных студенческих отрядов, руководителем редколлегии был Владимир Орёл.
Работая в аппарате ЦК ВЛКСМ, Орёл участвовал в работе Всемирной федерации демократической молодёжи, Международного союза студентов (МСС), был одним из организаторов VII Конгресса МСС (Ленинград, 1962), Всемирного форума молодёжи и студентов за независимость и освобождение, за мир (Москва, 1964). В 1963—1966 годах выезжал в Англию, Грецию, Канаду, США. С 16 сентября 1966 года работал в должности заведующего отделом по работе среди студенческой молодёжи ЦК ВЛКСМ. В апреле 1967 года начался новый этап служебной карьеры В. М. Орла: он был переведён на работу в аппарат ЦК КПСС и зачислен инструктором в отдел науки и учебных заведений, который был создан 12 мая 1965 года и занимался научными учреждениями и образовательными центрами.
Сочетая работу с учёбой, В. М. Орёл поступил на заочное отделение аспирантуры Московского государственного педагогического института (МГПИ) им. В. И. Ленина на кафедру политической экономии. Под руководством профессора В. А. Жамина работал над кандидатской диссертацией по теме «Социально-экономическая проблема высшей школы развитых капиталистических стран в условиях современной научно-технической революции», после защиты которой в 1974 году получил учёную степень кандидата экономических наук.
За годы работы в аппарате ЦК КПСС он неоднократно выезжал в служебные загранкомандировки, связанные с вопросами реформ высшего образования, научного творчества студенческой молодёжи, участвовал в молодёжных форумах, научных конференциях в Болгарии, ГДР, Венгрии, Польше, Румынии, Франции (1968—1978). Когда 1 сентября 1978 года при ЦК КПСС открылось новое высшее учебное заведение — Академия общественных наук, в числе 133 принятых слушателей и аспирантов первого набора был кандидат экономических наук В. М. Орёл. Окончив полный курс обучения весной 1980 года, он сдал на «отлично» госэкзамен по предмету «экономика, организация управления и планирования народного хозяйства», а также на «отлично» защитил дипломную работу (научный руководитель академик Л. И. Абалкин), получив красный диплом.
В. М. Орёл был направлен в распоряжение АН СССР, где под руководством вице-президента академика Е. П. Велихова ему предстояло заняться вопросами пропаганды достижений советской науки. 1 августа 1980 года он был назначен заместителем директора по научной работе и заведующим сектором науковедения в Институте истории естествознания и техники АН СССР, проработав на этой должности до августа 1993 года. В 1992 году защитил докторскую диссертацию по теме: «Историко-науковедческий анализ и прогнозирование организационно-экономического управления научно-техническим развитием» в Центре исследований научно-технического потенциала и истории науки Академии наук Украины (ныне Институт исследований научно-технического потенциала и истории науки им. Г. М. Доброва НАН Украины).
Летом 1994 года Президиум РАН объявил конкурс на замещение должности директора ИИЕТ. 28 июня для участия в этом конкурсе Учёный совет института на своём заседании единогласно выдвинул кандидатуру врио директора В. М. Орла. Также согласие баллотироваться на должность директора ИИЕТ дал действительный член РАН, генеральный конструктор А. А. Туполев. 25 октября 1994 года Аттестационная комиссия Президиума РАН вынесла решение об избрании В. М. Орла директором ИИЕТ. Президиум РАН своим постановлением от 4 ноября 1994 года подтвердил это решение. В октябре 2004 года истекал срок его полномочий на посту директора ИИЕТ. 15 июня 2004 года Учёный совет Института рассмотрел вопрос «О направлении в Президиум РАН представления о назначении доктора экономических наук Орла В. М. советником РАН». Постановлением Президиума РАН от 19 октября этого же года он был назначен на данную должность, проработав на ней до конца жизни.
Умер Владимир Михайлович Орёл 29 августа 2014 года.
В. М. Орёл — автор, ответственный редактор и составитель порядка 120 научных трудов и публикаций по вопросам истории науки, научного потенциала и научной политики, в числе которых монографии:
- «Научно-технический потенциал: структура, динамика, эффективность». М., 1986.
- «Москва научная». М., 1997.
- «Российская академия наук: 275 лет служения России». М., 1999.
- «Наука и безопасность России». М., 2000.

## Заслуги
- Был награждён орденами Знак Почёта (1967) и Дружбы (2012), а также медалями, в числе которых «За освоение целинных земель» (1956), «За трудовую доблесть» (1961), «За доблестный труд. В ознаменование 100-летия В. И. Ленина» (1970), «Ветеран труда» (1990).
- В числе его наград — медаль к 30-й годовщине полёта Ю. А. Гагарина, которая была отчеканена из металла советского космического корабля, побывавшего в космосе. Выпуск этой медали был официально осуществлён главным советским космическим центром — космодромом Байконур (1991). Орден им. К. Э. Циолковского был выдан В. М. Орлу по решению бюро Президиума Федерации космонавтики России "За вклад в разработку и реализацию проектов и программ исследований космического пространства, а также «за активную пропаганду истории и достижений отечественной космонавтики» (2009).
- В 2002 году В. М. Орлу были вручены две памятные медали: «За заслуги перед Политехническим музеем» (награда лицам, внёсшим значительный вклад в развитие музея) и Международной Академии наук о природе и обществе «За заслуги в деле возрождения науки и экономики России». В числе других его наград имелись серебряные медали ВДНХ, медаль к 150-летию В. И. Вернадского, к 145-летию В. Г. Шухова (от Правительства Москвы). В 2012 году он был отмечен Почётным знаком ИИЕТ РАН «За вклад в историю науки и техники».
- Являлся действительным членом (академиком) четырёх академий: Международной Академии педагогического образования (1998), Российской Академии естественных наук (РАЕН) по отделению биосферы (1999), Российской Академии космонавтики им. К. Э. Циолковского (2005), Петровской Академии наук и искусств (2010), а также почётным академиком Аэрокосмической Академии Украины (1994).
- «За большую помощь в подготовке кадров высшей квалификации и за то положительное влияние большой академической науки на становление и развитие научной и образовательной деятельности Ставропольского государственного университета (СГУ) в результате сотрудничества с ИИЕТ» 12 сентября 2003 года учёный совет этого университета присвоил В. М. Орлу звание «Почётного профессора СГУ» с вручением диплома и мантии.